# دالان اقتصادی هند-خاورمیانه-اروپا
دالان اقتصادی هند-خاورمیانه-اروپا یا کریدور آی‌مِک (IMEC) یک دالان اقتصادی آینده‌نگر است که هدف آن تقویت توسعه اقتصادی از طریق تقویت اتصال و یکپارچه‌سازی اقتصادی بین جنوب آسیا، خلیج فارس و اروپا است. مسیر پیشنهادی دالان میان هند و اروپا است که از کشورهای امارات، عربستان سعودی، اردن، اسرائیل و یونان می‌گذرد.
نارندرا مودی، نخست‌وزیر هند، در دیدار با بن سلمان این دالان را این‌گونه توصیف کرد: «این دالان نه تنها دو کشور - هند و عربستان - را به هم متصل می‌کند، بلکه همکاری اقتصادی، توسعه انرژی و اتصال دیجیتال بین آسیا، غرب آسیا و اروپا را نیز تقویت خواهد کرد.»

## تاریخچه
در ۱۰ سپتامبر ۲۰۲۳ یادداشت تفاهم دالان هند-خاورمیانه-اروپا در خلال اجلاس ۲۰۲۳ گروه ۲۰ دهلی نو توسط دولت‌های هند، آمریکا، امارات، عربستان سعودی، فرانسه، آلمان و ایتالیا و اتحادیه اروپا رونمایی شد.

## جزئیات
این طرح با هدف تقویت مسیرهای ترابری و پیوندهای بین اروپا و آسیا از طریق شبکه‌های ریلی و کشتیرانی طراحی شده‌است و به‌عنوان مقابله آمریکا با ابتکار کمربند و جاده چین تلقی می‌شود. سند یادداشت تفاهم، فقط جغرافیای بالقوه دالان را ترسیم کرده‌است که با کانال سوئز نیز رقابت خواهد کرد.

## واکنش‌ها
- در سپتامبر ۲۰۲۳، رجب طیب اردوغان، رئیس‌جمهور ترکیه، از این دالان به دلیل دور زدن ترکیه انتقاد کرد و وعده داد که طرح «جاده توسعه عراق»، که قرار است خلیج فارس را از طریق عراق و ترکیه به اروپا متصل کند، گزینه جایگزین آن خواهد بود.[۱۰]
- در پی روی دادن جنگ در مزرهای اسرائیل، ممکن است اجرای دالان اقتصادی هند-خاورمیانه-اروپا با تأخیر روبه‌رو شود.[۱۱][۱]
- عبدالقادر اورال‌اوغلو، وزیر حمل‌ونقل و زیرساخت ترکیه، به جنگ اسرائیل و حماس به‌عنوان «مشکل امنیتی» آی‌مک اشاره کرد و گفت طرح «جاده توسعه عراق» با مشارکت کشورهای امارات متحده عربی، قطر، عراق و ترکیه، یک «جایگزین جدی» برای آی‌مک است.[۱۲]
- در نوامبر ۲۰۲۳، جو بایدن، رئیس‌جمهور آمریکا، توقف یا جلوگیری از اجرای دالان آی‌مک را یکی از دلایل احتمالی آغاز جنگ اسرائیل و حماس دانست.[۱۳]
- در سپتامبر ۲۰۲۴، بنیامین نتانیاهو، نخست‌وزیر اسرائیل، در مجمع عمومی سازمان ملل نقشه‌ای از دالان آیمک را به‌عنوان برکت در خاورمیانه نشان داد و ایران و متحدانش را نفرین منطقه نامید.[۱۴][۱۵]